# Lord strażnik Pięciu Portów
Lord strażnik Pięciu Portów (ang. Lord Warden of the Cinque Ports) – angielski urząd ceremonialny. Jego początki datowane są na XII wiek, ale sam urząd może być starszy. Zajmował się sprawami pięciu portów na południowym wybrzeżu Anglii (tzw. Cinque Ports) – Hastings, New Romney, Hythe, Dover i Sandwich. Urząd ten był zwykle łączony z urzędem konstabla zamku Dover.

## Lista Lordów Strażników
- 1150–1154 – Henry d’Essex
- 1204–1206 – William de Warenne, 6. hrabia Surrey
- 1214–1214 – William de Warenne, 6. hrabia Surrey
- 1215–1215 – Hubert de Burgh, 1. hrabia Kentu
- 1224–1226 – Geoffery de Lucy
- 1226–1228 – William de Averanch
- 1228–1228 – Robert de Ayberville
- 1232–1234 – Peter de Rivaux
- 1235–1235 – Walerland Teutonicus
- 1236–1236 – Bertram de Crioill
- 1236–1241 – Henry Hose
- 1241–1241 – Lord de Segrove
- 1241–1255 – Piotr Sabaudzki
- 1255–1255 – Reginald de Cobham
- 1255–1258 – Roger Northwode
- 1258–1258 – Nicholas de Moels
- 1258–1258 – Richard de Grey
- 1259–1260 – Hugh Bigod
- 1260–1260 – Nicholas de Croill
- 1261–1261 – Robert de Walerand
- 1262–1262 – Walter de Burgsted
- 1264–1263 – Hamo de Crevequer
- 1264–1264 – Humphrey de Bohun, 3. hrabia Hereford
- 1264–1264 – Edmund Crouchback, 1. hrabia Lancaster
- 1264–1264 – Henry de Sandwich
- 1264–1264 – John de Haia
- 1264–1264 – Roger de Leybourne
- 1264–1264 – Henry de Montfort
- 1265–1265 – Matthew de Hastings
- 1265–1265 – Edward Plantagenet, hrabia Chester
- 1266–1266 – Matthew de Bezille
- 1267–1299 – Stephen de Pencester
- 1299–1306 – Robert de Burghersh, 1. baron Burghersh
- 1307–1307 – Henry de Cobham, 1. baron Cobham
- 1307–1315 – Robert de Kendall
- 1315–1320 – Henry de Cobham, 1. baron Cobham
- 1320–1320 – Bartholomew de Badlesmere, 1. baron Badlesmere
- 1320–1320 – Hugon Despenser
- 1321–1323 – Edmund Woodstock, 1. hrabia Kentu
- 1324–1325 – John Peche
- 1325–1327 – Ralph Basset, 3. baron Basset
- 1327–1330 – Bartholomew de Burghersh, 1. baron Burghersh
- 1330–1348 – William de Clinton, 1. hrabia Huntingdon
- 1348–1355 – Bartholomew de Burghersh, 1. baron Burghersh
- 1355–1359 – Roger Mortimer, 2. hrabia Marchii
- 1359–1361 – John Beauchamp, 3. baron Beauchamp
- 1361–1364 – Robert de Herle
- 1364–1364 – Lord Spigurnell
- 1364–1364 – Richard de Peinbrugge
- 1364–1376 – Andrew de Guldeford
- 1376–1376 – Lord Lalymer
- 1376–1376 – Thomas Reines
- 1376–1381 – Edmund Langley, 1. hrabia Cambridge
- 1381–1384 – Robert Assheton
- 1384–1387 – Simon de Burley
- 1387–1392 – John Devereux, 2. baron Devereux
- 1392–1396 – John Beaumont, 4. baron Beaumont
- 1396–1398 – Edmund Langley, 1. książę Yorku
- 1398–1399 – Jan Beaufort, 1. markiz Dorset
- 1399–1409 – Thomas Erpynham
- 1409–1412 – Henryk Lancaster, książę Walii
- 1412–1415 – Thomas FitzAlan, 12. hrabia Arundel
- 1415–1447 – Humphrey Lancaster, 1. książę Gloucester
- 1447–1450 – James Fiennes, 1. baron Saye i Sele
- 1450–1459 – Humphrey Stafford, 1. książę Buckingham
- 1459–1460 – Richard Woodville, 1. hrabia Rivers
- 1460–1471 – Richard Neville, 16. hrabia Warwick
- 1471–1485 – John Scott of Scott’s Hall
- 1488–1492 – Philip Fitz Lewes
- 1492–1493 – William Scott of Scott’s Hall
- 1494–1509 – Henryk Tudor, książę Walii
- 1509–1534 – Edward Poyning
- 1534–1534 – George Nevill, 5. baron Bergavenny
- 1534–1534 – Edward Guilford
- 1534–1534 – George Boleyn, wicehrabia Rochford
- 1535–1535 – Henryk FitzRoy, 1. książę Richmond i Somerset
- 1536–1558 – Thomas Cheney
- 1558–1597 – William Brooke, 10. baron Cobham
- 1597–1603 – Henry Brooke, 11. baron Cobham
- 1604–1614 – Henry Howard, 1. hrabia Northampton
- 1614–1615 – Robert Carr, 1. hrabia Somerset
- 1615–1625 – Edward la Zouche, 11. baron Zouche
- 1625–1628 – George Villiers, 1. książę Buckingham
- 1628–1640 – Theophilus Howard, 2. hrabia Suffolk
- 1641–1642 – James Stewart, 1. książę Richmond
- 1642–1646 – Edward Boys
- 1646–1648 – John Boys
- 1648–1651 – Algernon Sydney
- 1651–1656 – Thomas Kelsey
- 1656–1657 – Robert Blake
- 1660–1660 – Heneage Finch, 3. hrabia Winchilsea
- 1660–1673 – Jakub Stuart, 1. książę Yorku
- 1674–1691 – John Beaumont
- 1691–1702 – Henry Sydney, 1. hrabia Romney
- 1702–1708 – Jerzy Duński
- 1708–1712 – Lionel Sackville, 7. hrabia Dorset
- 1712–1715 – James Butler, 2. książę Ormonde
- 1717–1727 – John Sidney, 6. hrabia Leicester
- 1727–1765 – Lionel Sackville, 1. książę Dorset
- 1765–1778 – Robert Darcy, 4. hrabia Holderness
- 1778–1792 – Frederick North, lord North
- 1792–1806 – William Pitt Młodszy
- 1806–1827 – Robert Jenkinson, 2. hrabia Liverpool
- 1829–1852 – Arthur Wellesley, 1. książę Wellington
- 1854–1860 – James Broun-Ramsay, 1. markiz Dalhousie
- 1861–1865 – Henry Temple, 3. wicehrabia Palmerston
- 1865–1891 – Granville Leveson-Gower, 2. hrabia Granville
- 1891–1891 – William Henry Smith
- 1892–1895 – Frederick Hamilton-Temple-Blackwood, 1. markiz Dufferin i Ava
- 1895–1903 – Robert Gascoyne-Cecil, 3. markiz Salisbury
- 1904–1905 – George Curzon, 1. markiz Curzon
- 1905–1907 – Jerzy Fryderyk Ernest Albert Koburg, książę Walii
- 1908–1913 – Thomas Brassey, 1. hrabia Brassey
- 1914–1934 – William Lygon, 7. hrabia Beauchamp
- 1934–1935 – Rufus Isaacs, 1. markiz Reading
- 1936–1941 – Freeman Freeman-Thomas, 1. markiz Willingdon
- 1941–1965 – Winston Churchill
- 1966–1978 – Robert Menzies
- 1978–2002 – Elżbieta Bowes-Lyon
- 2004–2022 – Michael Boyce, baron Boyce
- od 2022 – George Zambellas

 + dr. tech.